# Anastassia Vassílieva
Anastassia Vassílieva   (12 de març de 1984), rus: Анастасия Васильева, també coneguda com a (Dr.) Anastasy, és una oftalmòloga i sindicalista russa.
Arran de l'agressió que va patir a l'abril del 2017 Aleksei Navalni, l'opositor més famós del president rus Vladímir Putin, que va estar a punt de perdre la vista, la doctora va començar a implicar-se cada vegada més a la vida política russa. El 2018 va crear un sindicat de metges, l'Aliança Mèdica (en rus: Альянс врачей) que ha denunciat la situació sanitària catastròfica dels hospitals russos. Arran d'aquesta implicació Vassílieva ha esdevingut una de les opositores més notables al govern de Putin.